# Sol (nota)

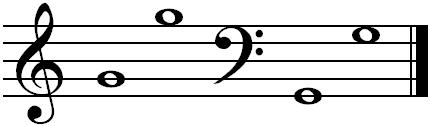
Sol

Sol en notación latina o G en notación anglosajona, es el nombre de la quinta nota musical de la escala diatónica de do mayor.

## Nombre
Antes de la adopción del solfeo, se utilizaba la notación alfabética conforme a la cual las notas eran designadas por letras. En este sistema la nota sol corresponde a la letra «G». En diversos idiomas se mantiene esta denominación. 
Posteriormente el nombre de esta nota fue «sol», que deriva del inicio del quinto verso del himno religioso Ut queant laxis, usado por Guido d'Arezzo para nombrar todas las notas musicales. 
| Nota                       | Texto original en latín                                                                                | Traducción |
| -------------------------- | --- | --- |
| Ut - Do Re Mi Fa Sol La Si | Ut queant laxis Resonare fibris Mira gestorum Famuli tuorum Solve polluti Labii reatum Sancte Ioannes. | Para que puedan exaltar a pleno pulmón las maravillas estos siervos tuyos perdona la falta de nuestros labios impuros San Juan. |

## Altura
En temperamento igual el sol que queda por encima del do central del piano (G4) tiene una frecuencia aproximada de 391.995 Hz. Este sonido cuenta con dos enarmónicos, que son fa  doble sostenido y la  doble bemol.
| Nombre alemán de las octavas | Notación científica | Notación franco-belga | Notación Helmholtz | Frecuencia (Hz). |
| ---------------------------- | ------------------- | --------------------- | ------------------ | ---------------- |
| Subsubcontraoctava           | G-1                 | sol-2                 | G͵͵͵ o ͵͵͵G        | 12.25            |
| Subcontraoctava              | G0                  | sol-1                 | G͵͵ o ͵͵G          | 24.5             |
| Contraoctava                 | G1                  | sol0                  | G͵ o ͵G            | 48.999           |
| Gran octava                  | G2                  | sol1                  | G                  | 97.999           |
| Pequeña octava               | G3                  | sol2                  | g                  | 195.998          |
| Octava prima                 | G4                  | sol3                  | g′                 | 391.995          |
| Octava segunda               | G5                  | sol4                  | g′′                | 783.991          |
| Octava tercera               | G6                  | sol5                  | g′′′               | 1567.982         |
| Octava cuarta                | G7                  | sol6                  | g′′′′              | 3135.963         |
| Octava quinta                | G8                  | sol7                  | g′′′′′             | 6271.927         |
| Octava sexta                 | G9                  | sol8                  | g′′′′′′            | 12543.854        |

## Representación gráfica

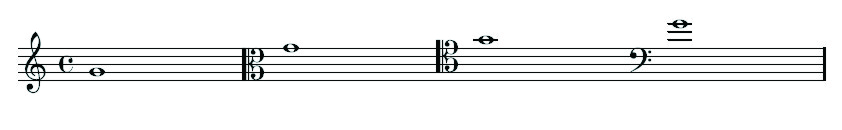
Sol en las cuatro claves más usuales.

- En clave de sol se sitúa en la segunda línea del pentagrama.
- En clave de do en tercera y en cuarta se sitúa en la quinta línea y en la primera línea adicional respectivamente.
- En clave de fa en cuarta se sitúa en la tercera línea adicional superior.